# East Lexington (Virginia)
East Lexington è un census-designated place (CDP) degli Stati Uniti d'America, situato nello stato della Virginia, nella contea di Rockbridge. Secondo il censimento del 2020 gli abitanti di East Lexington ammontavano a 1824.